# 1860 na literatura

## Nascimentos
| Data          | Nome                 | Profissão                                                 | Nacionalidade | Observações | Ref |
| ------------- | -------------------- | --------------------------------------------------------- | ------------- | ----------- | --- |
| 29 de Janeiro | Anton Tchekhov       | escritor realista                                         | Rússia        | m. 1904     |     |
| 9 de Maio     | James Matthew Barrie | escritor                                                  | Escócia       | m. 1937     |     |
| 13 de Maio    | Raimundo Correia     | poeta                                                     | Brasil        | m. 1911     |     |
| 6 de Junho    | William Ralph Inge   | escritor                                                  | Inglaterra    | m. 1954     |     |
| 6 de novembro | Bento Carqueja       | empresário, publicista, escritor, naturalista e professor | Portugal      | m. 1935     |     |

## Mortes
| Data           | Nome              | Profissão | Nacionalidade | Observações | Ref |
| -------------- | ----------------- | --------- | ------------- | ----------- | --- |
| 18 de Outubro  | Casimiro de Abreu | poeta     | Brasil        | n. 1839     |     |
| 23 de Setembro | Aleksey Khomyakov | poeta     | Rússia        | n. 1804     |     |